# 马湘生
马湘生（1949年—），山东莱州人，汉族，中华人民共和国政治人物、第十一届全国人民代表大会解放军代表。
毕业于空军第二飞行学院航空理论专业，是中共党员。担任总参谋部陆航部部长。2008年起担任全国人大代表。